# 安德烈·奥纳纳

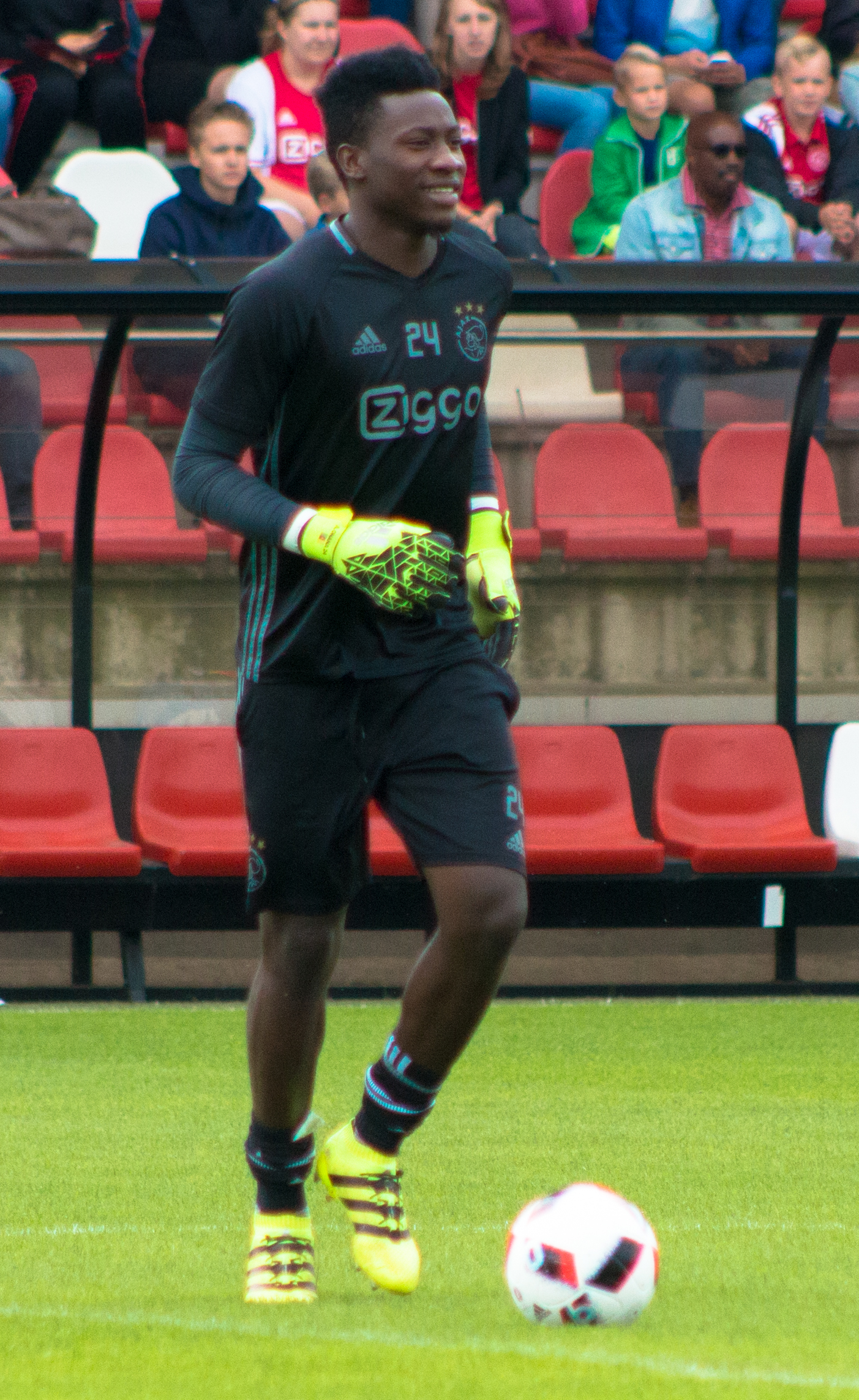
2016年

安德烈·奥纳纳（法語：André Onana，1996年4月2日—），喀麥隆職業足球員，亦為喀麥隆國家足球隊成員。現效力於英超球會曼聯，司職門將。

## 球會生涯

### 巴塞隆拿
奧拉拿於喀麥隆Nkol Ngok出生，曾為西班牙球隊巴塞罗那的青年軍上陣。

### 阿積士
於2015年1月，阿贾克斯宣佈球員將於7月來投。其後，阿積士改稱球員會提早在1月冬季轉會窗加盟。2月，奧拉拿首次為阿積士青年隊上陣。

### 國際米蘭
2022年7月，奧拿拿以自由身加盟意甲球隊國際米蘭，並且為球隊殺入當屆欧冠決賽。雖然奧拿拿表現出色，但球隊仍以0-1落敗於英超球隊曼城。

### 曼聯
2023年7月，在加盟國際米蘭一個球季後，英超球隊曼聯以5100萬歐元加400萬歐元浮動條款收購奧拿拿。雙方簽約至2028年，另加1年自動續約條款，並在2023-2024賽季協助曼聯擊敗曼城奪得足總盃冠軍。

## 國家隊生涯
奧拉拿曾為喀麥隆的青年國家隊上陣。2016年5月，奧拉拿被列入對陣法國國家足球隊的大軍名單，但沒有上陣。9月，他首次代表喀麥隆國家足球隊上陣，對手為加蓬國家足球隊，最後喀麥隆小勝2比1。
卡達世界杯期間，奧納納因與主教練桑治產生戰術分歧，在對塞爾維亞的比賽前，被宣布紀律處分，隨後經足協主席埃托奧斡旋失敗，宣布退出國家隊。2023年9月9日，剛加盟曼聯的奧納納宣告回歸國家隊，並代表喀麥隆參與非洲國家盃外圍賽賽事。

## 生涯統計
截至2016年12月20日
| 球會     | 賽季        | 聯賽             | 聯賽 | 聯賽 | 盃賽 | 盃賽 | 其他 | 其他 | 總計 | 總計 |
| 球會     | 賽季        | 聯賽             | 出場 | 入球 | 出場 | 入球 | 出場 | 入球 | 出場 | 入球 |
| -------- | ----------- | ---------------- | ---- | ---- | ---- | ---- | ---- | ---- | ---- | ---- |
| 阿積士   | 2016–17賽季 | 荷蘭足球甲組聯賽 | 15   | 0    | 0    | 0    | 5    | 0    | 20   | 0    |
| 生涯總計 | 生涯總計    | 生涯總計         | 15   | 0    | 0    | 0    | 5    | 0    | 20   | 0    |

## 榮譽
阿贾克斯
- 荷甲冠軍 : 2018－19、2020－21、2021－22
- 荷蘭盃冠軍 : 2018－19、2020－21
- 告魯夫盾冠軍 : 2019

國際米蘭
- 意大利盃冠軍 : 2022-23
- 意大利超級盃冠軍 : 2022

曼聯
- 英格蘭足總盃冠軍 : 2023–24[10]

喀麥隆國家隊
- 非洲國家盃季軍 : 2021

### 個人
- 喀麦隆足球先生: 2018[11]
- 最佳非洲門將: 2018[11]
- 荷蘭足球甲組聯賽 Team of the Year: 2018–19[12]
- 雅辛獎: 2019 (第7位)[13]
- CAF Team of the Year: 2019[14]

## 外部連結
- 安德烈·奥纳纳的Facebook專頁
- 安德烈·奥纳纳的X（前Twitter）
- 安德烈·奥纳纳的Instagram帳戶